# 黄金矩形
黄金矩形是長寬比為黄金比{\displaystyle \varphi }的矩形。
{\displaystyle \varphi ={\frac {{\sqrt {5}}+1}{2}}\approx 1.6180339887...}

## 特性
以黄金矩形短邊為邊長畫一正方形，減去正方形即得小黄金矩形：
設黄金矩形短邊為{\displaystyle b}，長邊{\displaystyle a}為{\displaystyle \varphi b}
若以黄金矩形短邊為邊長畫一正方形，則長邊剩下的長度為
{\displaystyle a-b=(\varphi -1)b=\left({\frac {{\sqrt {5}}+1}{2}}-1\right)b=\left({\frac {{\sqrt {5}}-1}{2}}\right)b={\frac {2}{{\sqrt {5}}+1}}b={\frac {1}{\varphi }}b}
{\displaystyle {\tfrac {a}{b}}}和{\displaystyle {\tfrac {b}{a-b}}}的比均為{\displaystyle \varphi }，所組成的矩形仍為黄金矩形。

## 繪製
黃金矩形可以尺規作圖來繪製
1. 畫一正方形

黃金矩形畫法

2. 以方形任一邊的中點為圓心，到對角長（即切割出來的長方形的對角線）為半徑畫弧
3. 把該邊延長到上步所畫的弧即完成黃金矩形的長邊
4. 完成剩餘部份

### 原理
黃金比等於
{\displaystyle {\frac {1+{\sqrt {5}}}{2}}:1}
約等於162：100
同乘2等於
{\displaystyle 1+{\sqrt {5}}:2}
約等於162：100
將正方形一邊看作2
由中點到對角長的長度即是{\displaystyle {\sqrt {5}}}（由勾股定理求出），故所求出的長邊即是{\displaystyle 1+{\sqrt {5}}}

## 参看
- 黄金螺线